# Come Back To Me 〜reviens moi〜
『Come Back To Me 〜reviens moi〜 』（カム・バック・トゥー・ミー 〜ルヴィアン・モワ）は2000年4月26日にリリースされたm-floの6枚目となるマキシシングル。

## 解説
- 2000年春、kanebo（肌美精）のCMソングで、m-floで初のLISAパートのみの楽曲。
- カップリングには1stアルバム『Planet Shining』(2000年) のタイトルナンバー「Planet Shining」が収録されている。
- LISAのソロアルバム『LISA R&B Concept Album "GOD SISTA"』(2006年) に「Come Back To Me -7 Windsor Avenue Kingston 5-」が収録されている（m-flo関連作品未収録のバージョン）。
- 2009年10月29日発売のコンピレーション・アルバム「.LOVE」にも収録されている。

## 収録曲
1. Come Back To Me
  - カネボウ 肌美精 スーパークリアジェル 2000年春 CMソング
2. Come Back To Me (Ramsy & Fen Remix)
  - 『The Replacement Percussionists』(2000年) に収録
3. Come Back To Me (Taku's Remix)
4. Planet Shining
  - TDK d-movin' イメージソング
5. Planet Shining (Funky DL Alternative Remix)
  - アルバム未収録曲

## カバー
- Marie（2009年、アルバム『m-flo TRIBUTE 〜maison de m-flo〜』）
- moumoon（2011年、アルバム『m-flo TRIBUTE 〜stitch the future and past〜』）